# Nikolai Moskovkin
Nikolai Moskovkin (* 1979) ist ein ehemaliger deutscher Footballspieler.

## Leben
Moskovkin gelang 1999 der Sprung vom Jugendbereich in die Herrenmannschaft der Braunschweig Lions. Mit den Niedersachsen wurde der 1,83 Meter messende Runningback 1999 deutscher Meister und Eurobowl-Sieger. Die deutsche Vizemeisterschaft errang er mit Braunschweig in den Jahren 2000, 2001 und 2002. 2002 zog man erneut in den Eurobowl ein, verlor das Spiel aber gegen die Bergamo Lions aus Italien. Er spielte zunächst bis 2002 für die Braunschweiger, musste seine Spielerlaufbahn wegen einer Knieverletzung aber früh beenden. 2007 stand er noch einmal im Aufgebot und wurde mit der Mannschaft abermals deutscher Meister.
Als Trainer brachte sich Moskovkin jahrelang in den Nachwuchsbereich der Braunschweig Lions ein, im April 2013 wurde ihm vom Stammverein 1. FFC Braunschweig die Ehrenmitgliedschaft verliehen.